# Dimo Krastev
Pour les articles homonymes, voir Krastev.
Dimo Krastev (en bulgare : Димо Кръстев), né le 10 février 2003 à Bourgas, est un footballeur international bulgare qui évolue au poste de défenseur central.

## Biographie

### Carrière en club
Né à Bourgas en Bulgarie, Dimo Krastev est formé par le Neftochimic Burgas, où il commence sa carrière professionnelle. Il joue son premier match avec l'équipe première du club le 19 mai 2018, à seulement 15 ans,. Il rejoint en 2019 l'équipe de Serie A de la Fiorentina.

### Carrière en sélection
En novembre 2022, Dimo Krastev est convoqué pour la première fois avec l'équipe nationale de Bulgarie. Il honore sa première sélection le 16 novembre 2022, lors du match amical contre Chypre. Il est titulaire et son équipe s'impose 2-0,.